# Aramides cajaneus
La cotara chiricote, chiricote, cotara caracolera, rascón de cuello gris, poponé, chilacoa colinegra, cocaleca o chiricoca (Aramides cajaneus) es una especie de ave gruiforme de la familia Rallidae propia de Centro y Sudamérica. Su área de distribución se extiende desde Costa Rica hasta Uruguay y Argentina.

## Características
La cotara chiricote tiene colores más oscuros que la cotora ipecaá (Aramides ypecaha), siendo un ave de menor tamaño. Se oculta más que Aramides ypecaha, presenta cabeza y cuello gris a diferencia de Aramides ypecaha que tiene el cuello rojo en la parte posterior. Su pecho es castaño rojizo, no rosáceo como Aramides ypecaha, ni gris o plomizo como el saracura (Aramides saracura). Su vientre es negro. La base del pico es amarillenta y la punta verdosa. Sus iris son rojos y sus patas rosadas.

## Hábitat
Habita ambientes palustres y selvas de América del Sur y el sur de América central.

## Subespecies
Se reconocen dos subespecies:
- Aramides cajaneus cajaneus (Statius Muller), 1776.
- Aramides cajaneus avicenniae Stotz, 1992.